# Domenico Pittella
Domenico Pittella (Lauria, 7 de fevereiro de 1932 - Lauria, 15 de abril de 2018) foi um político italiano, senador pelo Partido Socialista Italiano de 1972 a 1983.